# AD (Tageszeitung)
Das AD ist eine niederländische überregionale Tageszeitung. Sie hieß bis August 2005 Algemeen Dagblad, im folgenden Monat wurde aus der alten Zeitung durch die Fusion mit mehreren Regionalzeitungen das heutige AD. Herausgeber der Zeitung war seit dieser Fusion „AD NieuwsMedia BV“, ein Joint Venture des Medienkonzerns De Persgroep Nederland (ursprünglich vor der Übernahme durch De Persgroep PCM Uitgevers) und des Regionalzeitungsverlages Wegener. 2009 verkaufte Wegener seine Anteile am Joint Venture an die De Persgroep. Im ersten Quartal 2008 betrug die bezahlte Auflage der Zeitung 413.993 Exemplare. Chefredakteur ist seit Mai 2016 Hans Nijenhuis.

## Geschichte
Das AD wurde 1946 als Algemeen Dagblad gegründet und hat seinen Redaktionssitz in Rotterdam. Es erscheint im Tabloid-Format und wird von dem Joint-Venture AD Nieuwsmedia herausgegeben, das vom Pressekonzern De Persgroep Nederland, zu dem auch die Zeitungen de Volkskrant, NRC Handelsblad und Trouw gehören, und Wegener N.V. gebildet wird.
2005 fusionierte Algemeen Dagblad mit einer Reihe von Lokalzeitungen und gliederte diese als Lokalausgaben in sich ein, parallel dazu folgte eine Umkonzeptionierung der Zeitung. Die daraus hervorgehende Zeitung wurde nun kurz und knapp AD genannt. Die Auflage stieg zunächst um mehr als das Doppelte an, trotz eines darauf folgenden Absinkens ist die Bedeutung der Zeitung seitdem wieder angestiegen.
Die politische Ausrichtung der Zeitung gilt als liberal.

### Internet
- 1999 – im September ging die Zeitung online, die auflagenstärkste überregionale Tageszeitung (die Boulevardzeitung De Telegraaf ausgenommen) ist damit zugleich auch die letzte mit einem Internetauftritt
- 2004 – im Juli wurden RSS-Web-Feeds zum Bestandteil der Homepage
- 2005 – im August wurde ein kompletter Relaunch der Seite durchgeführt, der auch mit der Fusion von Algemeen Dagblad mit einer Reihe von Lokalzeitungen zusammenhing. Unter dem Namen AD Radio und AD TV folgen mit Audio- und Videoberichten, die jeweils auf ein einzelnes Thema bezogen sind, multimediale Bestandteile.

### Bisherige Chefredakteure
| Jan Schraver                              | 1946–1947 |
| G.N. Leenders                             | 1947–1949 |
| G.A.W. Zalsman                            | 1949–1950 |
| Jacques Ratté                             | 1950–1958 |
| Anton van der Vet                         | 1958–1968 |
| Anton van der Vet, Huibert Nicolaas Appel | 1968      |
| Huibert Nicolaas Appel                    | 1968–1974 |
| Ron Abram & Karel Giel                    | 1975–1980 |
| Ron Abram                                 | 1980–1993 |
| Peter van Dijk                            | 1993–2000 |
| Oscar Garschagen                          | 2000–2003 |
| Willem Ammerlaan                          | 2003–2004 |
| Jan F. Bonjer                             | 2004–2009 |
| Peter de Jonge (interim)                  | 2009–2010 |
| Christiaan Ruesink                        | 2010–2016 |
| Hans Nijenhuis                            | ab 2016   |

## Auflagenentwicklung
Die bezahlte Auflage stieg nach der Gründung zunächst leicht auf einen Wert von etwa 115.000 im Jahr 1965. Von da an ging es zunächst steil (bis 1975), anschließend etwas langsamer bergauf, 1990 war ein Wert von über 408.000 erreicht. Die Zeitung war nun hinter De Telegraaf die zweitgrößte überregionale Tageszeitung der Niederlande. Von da an waren allerdings wieder deutliche Auflagenrückgänge zu verzeichnen. Der letzte Messung vor der Fusionierung mit mehreren Lokalzeitungen erfolgte im 3. Quartal 2005 und ergab eine bezahlte Auflage von 248.209. Nach der Fusion hatte sich die Auflage zunächst auf einen Wert von 516.586 mehr als verdoppelt. Die Auflagenzahl ging anschließend abermals zurück und beläuft sich für das 1. Quartal 2007 auf eine bezahlte Auflage von 426.313. Die Zeitung ist damit, nachdem sie vor der Fusion hinter de Volkskrant zurückgefallen war, wieder die zweitgrößte überregionale Tageszeitung der Niederlande.

## DasADheute
Die 2005 erfolgte Fusion mit einer Reihe von Lokalzeitungen hat dem vormaligen Algemeen Dagblad nach dem seit 1990 erfolgten Bedeutungsverfall zunächst wieder Auftrieb verschafft. Die Fusionszeitung hatte nun zunächst 530 Redakteure. Mitte 2006 wurde jedoch beschlossen 75 Redakteure zu entlassen.
Das AD positioniert sich konzeptionell zwischen Qualitätszeitungen wie NRC Handelsblad, de Volkskrant und Trouw und der Boulevardzeitung De Telegraaf. Im deutschen Sprachraum gibt es bei den überregionalen Zeitungen hierfür keine exakte Entsprechung, da diese recht eindeutig entweder der einen oder der anderen Seite zuzurechnen sind. Zu berücksichtigen ist auch die Sonderstellung der Niederlande in Europa im Bereich der überregionalen Tageszeitungen, die Auflagen sind trotz der Verluste seit dem Jahrtausendwechsel umgerechnet auf die Bevölkerung des Landes deutlich höher als in den meisten anderen europäischen Staaten.